# Terzan 9
Terzan 9 (Ter 9) ist ein Kugelsternhaufen nahe dem Zentrum der Milchstraße, 3.600 Lichtjahre von diesem entfernt. Der Kugelsternhaufen wurde im Jahr 1971 von dem Astronomen Agop Terzan mithilfe des Télescope de 193cm des Observatoire de Haute-Provence entdeckt, er befindet sich 23.100 Lichtjahre von der Erde entfernt im Sternbild Sagittarius.